# William Wade Harris
William Wade Harris, född cirka 1865 i Liberia, död 1929, var en missionär i Västafrika i början av 1900-talet, förgrundsfigur i en massrörelse som var betydande i att skapa en afrikansk kristen kyrka.
Harris tillhörde grebofolket från sydöstra Liberia. Han växte upp med sin onkel, som var metodistpastor, blev i sin ungdom sjöman och seglade på flera kustresor. 1881 eller 1882 konverterade han till kristendomen, och blev episkopalpredikant. När konflikt bröt ut mellan grebofolket och Liberias regering ledde Harris flera rebellaktioner. Han fängslades 1909 för ett föregivet kuppförsök. I fängelset hade han en vision av ängeln Gabriel, som sade honom att han var Guds siste profet.
Efter att ha frigivits ur fängelset 1913 reste Harris till Elfenbenskusten för att missionera, och togs väl emot. Han sade åt befolkningen att förstöra allt som hade med deras tidigare religion att göra, och konverterade enligt uppgift på cirka ett år mellan 100 000 och 120 000 personer. En europeisk protestantisk missionär som kom till Elfenbenskusten 1924 i tron att där inte fanns några protestanter, eftersom inga vita protestantiska missionärer varit där, möttes av tiotusentals ivorianska protestanter, som kallade sig "Harrister".
Harris fortsatte därefter predika i Liberia och Sierra Leone, men lyckades inte lika bra där som i Elfenbenskusten. Han dog 1929 i sin dotters hus, utfattig.